# Maeslantkering

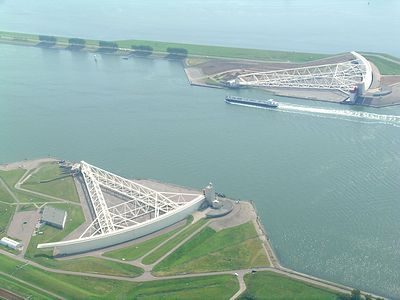
Maeslantkering

Maeslantkering – ruchoma zapora wodna na kanale Nieuwe Waterweg, niedaleko Hoek van Holland, w Holandii. Wraz z zaporą Hartelkering oraz linią wałów przeciwpowodziowych jest częścią systemu przeciwpowodziowego Europoortkering (ostatni element wybudowany w ramach planu Delta) i stanowi kluczowy element ochrony przeciwpowodziowej około 1,5 mln ludności Rotterdamu i okolic na wypadek ekstremalnego podniesienia się poziomu wody w Morzu Północnym. Zapora powstała w latach 1991–1997 i jest jedną z największych ruchomych struktur na Ziemi. Decyzję o zamknięciu bariery podejmuje komputer na podstawie danych o pogodzie i poziomie wody.
Pierwotnie plan Delta nie zakładał budowy w tym miejscu bariery, gdyż takie rozwiązanie mogło utrudnić przepływ statków korzystających z Europortu (wówczas największego portu na świecie). Alternatywny plan zakładał podwyższenie i umocnienie istniejących wałów powodziowych. Szacuje się jednak, że takie rozwiązanie byłoby droższe o około 150 mln euro, a budowa trwałaby 10 lat dłużej, stąd zdecydowano się postawić na ruchomą barierę. Przed projektantami postawiono jednocześnie wymóg, by proponowane rozwiązanie nie stanowiło problemu dla żeglugi. Konkurs na projekt rozpisano w 1987 roku, a po czterech latach ruszyły prace. Uroczyste otwarcie z udziałem królowej Beatrycze nastąpiło 10 maja 1997 roku. Koszt budowy wyniósł 450 mln euro.
Wymagania postawione projektantom wymusiły zastosowanie nietypowego i spektakularnego zarazem rozwiązania. Zaporę stanowią dwie, wysokie na 22 m, ruchome stalowe bariery o ramionach długości 237 m każda, osadzone w suchych dokach po obu brzegach kanału, który w tym miejscu ma 360 m szerokości. Podczas zamykania doki są wypełniane wodą, po czym bariery przesuwają się w stronę środka kanału aż do momentu złączenia. Samo przesuwanie ruchomych elementów trwa około pół godziny. Po złączeniu bariera znajduje się nieco ponad betonowym progiem, który znajduje się na dnie. Aby całkowicie zamknąć przepływ wody, konstrukcja musi jeszcze opaść, co zajmuje około godziny. W tym czasie silny nurt wody jaki wytwarza się w wąskim przejściu na dnie oczyszcza betonowy próg z naniesionego mułu. Konieczność zamknięcia bariery występuje jedynie w ekstremalnych warunkach, gdy poziom wody w morzu jest o 3 m wyższy od normalnego. Szacuje się, że taka ewentualność występować będzie raz na 10 lat, choć wraz z ocieplaniem klimatu i podnoszeniem się poziomu wody w morzu wykorzystanie zapory może wzrosnąć. Zamknięta tama podczas sztormu musi znieść napór o sile 350 meganiutonów. O tym, czy należy zamknąć tamę decyduje komputer (jedynie nadzorowany przez człowieka) na podstawie danych o pogodzie i poziomie wody. Oprócz sytuacji zagrożenia procedurę zamykania tamy dokonuje się raz do roku w celach kontrolnych. Pierwsze zamknięcie zapory z powodu nadmiernego podniesienia się poziomu wody w morzu nastąpiło 8 listopada 2007 roku.
Zapora uznawana jest za wyjątkowe osiągnięcie inżynieryjne i jest jedną z największych ruchomych struktur na Ziemi. Obiekt jest otwarty dla zwiedzających. Miniatura Maeslantkering znajduje się w parku miniatur Madurodam w Hadze.